# Dracula (miniserial 2020)
Dracula – brytyjski serial stworzony przez duet Gatiss-Moffat na podstawie powieści epistolarnej Dracula Brama Stokera. Serial składa się z 3 odcinków, które kolejno skupiają się na: historii Jonathana Harkera i hrabiego Draculi, podróży hrabiego do Anglii oraz życiu hrabiego we współczesnym Londynie.
Seria udostępniona została w całości 4 stycznia 2020 roku w serwisie Netflix.

## Obsada
- Claes Bang jako wampir Dracula
- Dolly Wells jako siostra Agatha Van Helsing / dr Zoe Van Helsing
- John Heffernan jako Jonathan Harker
- Morfydd Clark jako Mina Murray
- Joanna Scanlan jako matka przełożona
- Lujza Richter jako Elena
- Petra Dubayova jako dziewczyna z powozu
- Jonathan Aris jako kapitan Sokolov
- Sacha Dhawan jako dr Sharma
- Nathan Stewart-Jarrett jako Adisa
- Clive Russell jako Valentin
- Catherine Schell jako księżna Valeria
- Youssef Kerkour jako Olgaren
- Patrick Walshe McBride jako Lord Ruthven
- Lily Dodsworth-Evans jako Dorabella
- Samuel Blenkin jako Piotr
- Anthony Flanagan jako portman
- Alec Utgoff jako Abramoff
- Lily Kakkar jako Yamini
- Andrew Byron jako pop
- Natasha Radski jako matka Piotra
- Scott Karim jako Gupra
- Lydia West jako Lucy Westenra
- Matthew Beard jako Jack
- Mark Gatiss jako Frank Renfield
- Chanel Cresswell jako Kathleen
- Lyndsey Marshal jako Bloxham
- Paul Brennen jako komendant Irving
- John McCrea jako Zev
- Phil Dunster jako Quincey
- Polly Kemp jako pielęgniarka
- Sarah Niles jako Meg
- Millicent Wong jako Alice
- Sofia Oxenham jako Sam
- Kiran Shah jako mały chłopiec
- Anna Swan jako Andrea
- Cat White jako Beth
- Corinna Wilson jako Amanda
- Olivia Talbot jako Emily

## Odcinki
| Nr odcinka | Tytuł odcinka            | Polski tytuł      | Reżyser        | Pierwsza emisja |
| --- | ------------------------ | ----------------- | -------------- | --------------- |
| 1 | "The Rules of the Beast" | "Potworne zasady" | Jonny Campbell | 1 stycznia 2020 |
| Młody prawnik Jonathan Harker przyjeżdża do zamku w Transylwanii, aby sfinalizować z hriabią Draculą zakup posiadłości w Londynie. Podczas pobytu prawnika w zamku, Dracula żywi się jego krwią, co powoduje, że Hrabia młodnieje, podczas gdy Jonathan traci siły. Harker przeszukuje zamek i odkrywa nieumarłych popakowanych w skrzynie. Odkrywa również pomieszczenie, w którym żyją oblubienice - nieumarłe, które zachowały resztki świadomości. Dracula zabija Harkera, który natychmiast po staniu się nieumarłym skacze do rzeki. Jakiś czas później zostaje odnaleziony w sieciach rybackich przy ujściu do morza. Rybak zaprowadza go do Zakonu Świętej Marii w Budapeszcie, gdzie zostaje wypytany o wydarzenia z zamku Draculi przez siostrę Agathę Van Helsing. Towarzyszy jej młoda siostra zakonna, która okazuje się Miną, narzeczoną Harkera, w przebraniu. Jonathan usiłuje popełnić samobójstwo po tym, jak prawie zaatakował Minę. Dracula zjawia się pod bramą zakonu, jednak nie może do niego wejść, gdyż nie dostał zaproszenia do środka. Po konfrontacji z siostrą Agathą, odnajduje Jonathana i przez okno tłumaczy mu, że nieumarły nie może zabić sam siebie. Obiecuje pomóc mu z tym, jeśli Jonathan zaprosi go do środka. Harker przystępuje na propozycję Draculi. Hrabia wchodzi do zakonu, zabija wszystkie zakonnice z wyjątkiem Agathy i Miny, które ukrywają się w piwnicy. Przybiera postać Jonathana i oszukuje Minę, która wpuszcza go do kręgu z Hostii. |                          |                   |                |                 |
| 2 | "Blood Vessel"           | "Krwawy rejs"     | Damon Thomas   | 2 stycznia 2020 |
| Dracula wsiada na statek Demeter, którego rejs do Anglii jest sponsorowany przez tajemniczego mężczyznę o nazwisku Balaur. Na statku znajdują się również skrzynie z ziemią z Transylwanii oraz inne osoby, które w jakiś sposób powiązane są z tajemniczą osobą pana Balaura. Dracula zaczyna zabijać załogę i pasażerów, aby posiąść ich wspomnienia i umiejętności, np. umiejętność mówienia po niemiecku. Okazuje się, że Dracula i Balaur to ta sama osoba - hrabia dobrał swoich współpasażerów w taki sposób, aby jak najlepiej przygotować się do wtopienia w społeczeństwo brytyjskie. Pozostali przy życiu pasażerowie i członkowie załogi szukają na statku zabójcy. W zamkniętej do tej pory kabinie odnajdują wychudzoną Agathę, której krwią w trakcie podróży żywił się Dracula. Hrabia oskarża ją o morderstwa, jednak udaje jej się przekonać pozostałych, że to Dracula jest wampirem. Hrabia skacze do morza, po tym jak zostaje podpalony przez Agathę. Niedaleko Anglii, Dracula, który ukrywał się na statku, powraca. Agatha odwraca jego uwagę, aby kapitan mógł wysadzić statek i zapobiec przybyciu Draculi do Anglii. Podczas gdy Demeter tonie, Draculi udaje się położyć i zamknąć w skrzyni wypełnionej transylwańską ziemią. Dracula wychodzi ze skrzyni i dochodzi do wybrzeża Anglii. |                          |                   |                |                 |
| 3 | "The Dark Compass"       | "Mroczny kompas"  | Paul McGuigan  | 3 stycznia 2020 |
| Na wybrzeżu Anglii Dracula zostaje poinformowany przez dr Zoe Van Helsing, że minęło 123 lata, odkąd Demeter zatonęła. Dracula próbuje pożywić się krwią Zoe, jednak wymiotuje. Zostaje uwięziony w laboratorium, a jego krew zostaje pobrana do badania. Kontaktuje się ze swoim adwokatem, który grozi Zoe i jej organizacji zdemaskowaniem ich nielegalnych badań. Zoe uwalnia hrabiego, a następnie wypija jego krew z probówki, co powoduje, że widzi wspomnienia siostry Agathy. Dracula fascynuje się młodą dziewczyną, Lucy Westenrą, która nie boi się go i pozwala mu się nią żywić. Jaźń umierającej na raka Zoe zaczyna łączyć się z jaźnią Agathy. Zoe zmierza do londyńskiego domu Draculi. Przybywa tam również (już nieumarła) Lucy i przerażona swoją postacią, zostaje zabita na własne życzenie. Zoe wystawia Draculę na światło słoneczne, które ku jego zdumieniu, nie ma na niego wpływu. Dr Van Helsing wyjaśnia hrabiemu, że jego największym lękiem jest śmierć. Zoe powoli umiera, a Dracula pije jej zatrutą nowotworem krew. |                          |                   |                |                 |

## Nagrody
| Rok  | Nagroda              | Kategoria                         | Nominowany                                                | Wynik     |
| ---- | -------------------- | --------------------------------- | --------------------------------------------------------- | --------- |
| 2020 | Outdoor Media Awards | Visual Craft Award                | Talon Outdoor/Havas Media BBC Media Planning/BBC Creative | wygrana   |
| 2020 | Outdoor Media Awards | Installation and Experience Award | Talon Outdoor/Havas Media BBC Media Planning/BBC Creative | wygrana   |
| 2020 | Outdoor Media Awards | Grand Prix Winner                 | Talon Outdoor/Havas Media BBC Media Planning/BBC Creative | wygrana   |
| 2020 | TV Choice Awards     | Najlepszy serial                  | Dracula                                                   | nominacja |
| 2020 | TV Choice Awards     | Najlepszy aktor                   | Claes Bang                                                | nominacja |